# Церентал
Церентал (њем. Zehrental) општина је у њемачкој савезној држави Саксонија-Анхалт. Једно је од 26 општинских средишта округа Штендал. Према процјени из 2010. у општини је живјело 1.025 становника. Посједује регионалну шифру (AGS) 15090635.

## Географски и демографски подаци
Церентал се налази у савезној држави Саксонија-Анхалт у округу Штендал. Општина се налази на надморској висини од 20 метара. Површина општине износи 72,3 km². У самом мјесту је, према процјени из 2010. године, живјело 1.025 становника. Просјечна густина становништва износи 14 становника/km².